# 엘리베이터에서 스치다
《엘리베이터에서 스치다》는 MBC에서 1997년 1월 3일에 방영된 베스트극장로, 갈수록 단절되어 가는 인간관계를 ‘타인에 대해 상상하기’ 정도로 그치는 현대인의 행동심리와 이에 따른 소외의 문제를 조명하였다.

## 줄거리
아파트 상가 세탁소에서 일하는 청년(이상우 분)은 10층 여자(하지숙 분)의 세탁물에서 향기를 느끼며 몽상을 키워간다. 여자는 일상의 느낌들을 메모하는 습관이 있는데 그것들은 그대로 주머니 속에 담겨 청년의 손에 들어 온다. 반면 여자는 같은 아파트 13층에 사는 남자(전현 분)를 그리워하며 살아간다. 여자는 남자에게 의식적으로 조금씩 다가가고 여자의 그러한 몽상들은 메모가 되어 청년에게 넘겨진다. 여자는 편리하게 욕망만 해소하는 남자의 본성을 보게 되고 청년은 상처받은 여자를 위로하며 사랑을 고백하지만 여자는 떠나고 청년은 더 이상 옷의 향기를 맡지 않게 된다.

## 등장 인물
- 이상우
- 하지숙
- 손현주
- 전인택
- 권은아
- 전현
- 원창연
- 양택조
- 김명현
- 김태진